# Quốc kỳ Cộng hòa Nhân dân Campuchia
Quốc kỳ Cộng hoà Nhân dân Campuchia là một quốc kỳ trong lịch sử của Campuchia, được sử dụng bởi Cộng hoà Nhân dân Campuchia trong Chiến tranh biên giới Tây Nam.
Lá cờ trở thành quốc kỳ chính thức của Cộng hòa Nhân dân Campuchia đã được Mặt trận Dân tộc Thống nhất Cứu quốc Campuchia (KUFNS) thông qua, tổ chức đã khôi phục lá cờ của Khmer Issarak và Mặt trận Issarak Thống nhất trong thời kỳ kháng chiến chống Pháp, tuyên bố đó là cờ của CHND Campuchia.

## Nhà nước Campuchia
Năm 1989, Hun Sen đổi tên quốc gia thành Nhà nước Campuchia và đổi cờ: thay vì chỉ đỏ hoàn toàn, nó có một nửa màu đỏ bên trên và một nửa màu xanh bên dưới, làm sống lại màu xanh của cờ Campuchia trước đó. Nó có một hình bóng Angkor Wat năm tháp màu vàng ở trung tâm như đầu tiên. Trong một số phiên bản, đền Angkor Wat của quốc gia Campuchia hiển thị các chi tiết kiến trúc của cấu trúc Angkor được tô màu đen.
Mặc dù các lá cờ của Cộng hòa Nhân dân Campuchia, và sau đó là cờ của Nhà nước Campuchia, đã trở thành những lá cờ chính thức trong Campuchia sau khi lật đổ chính quyền của đảng Dân chủ Khmer Đỏ của Campuchia, cờ của Dân chủ Campuchia vẫn được sử dụng bởi Liên minh Dân chủ Chính phủ Campuchia dân chủ và tại Liên Hợp Quốc. Vì PRK không đạt được sự công nhận quốc tế rộng rãi, hầu hết các quốc gia vẫn giữ mối quan hệ ngoại giao với Liên minh Chính phủ Campuchia Dân chủ.

## Ý nghĩa
Màu đỏ tượng trưng cho máu và cách mạng. Hình bóng năm tòa tháp của Angkor Wat đề cập đến sự đoàn kết của những người lính, thương nhân, công nhân, nông dân và trí thức của Campuchia, giống y hệt như ý nghĩa của 5 cánh sao trong Quốc kỳ Việt Nam.